# Middleburg (Maryland)
Middleburg – jednostka osadnicza w Stanach Zjednoczonych, w stanie Maryland, w hrabstwie Washington.